# Waalse verkiezingen 2014/Kandidatenlijsten/PTB
Dit zijn de kandidatenlijsten van PTB-GO! voor de Waalse verkiezingen van 2014. De partij dient geen lijst in voor de kieskring Neufchâteau-Virton. De verkozenen staan vetgedrukt.

## Aarlen-Marche-en-Famenne-Bastenaken

### Effectieven
1. Bernard Bissen
2. Magali Hausser
3. Frédéric Todesco

### Opvolgers
1. Michel Lallemant
2. Myriam Dulieu
3. Yves Ancion
4. Marlène Wydouw

## Bergen

### Effectieven
1. John Beugnies
2. Angélique Cataldo
3. Lucien Ferrarrini
4. Stéphanie Brognez
5. Jean-François Hubert

### Opvolgers
1. Thérèse Michels
2. Alain Pottiez
3. Maryvonne Delvallée
4. Alice Campion
5. Sébastien Brulez

## Charleroi

### Effectieven
1. Germain Mugemangango
2. Marie Minne
3. Abdou Moussadaq
4. Florence Mellare
5. Olivier Mortelette
6. Lucie Nardella
7. David Dupire
8. Anne Felix
9. Sergio Rodio

### Opvolgers
1. Pauline Boninsegna
2. Vincent Dewitte
3. Eline Moyaert
4. Christian Vanden Broeck
5. Mercedes Devos
6. Amadi Razkou Allah
7. Kadiga Koutaine
8. René Andersen
9. Catia Damini

## Dinant-Philippeville

### Effectieven
1. Amandine Lambotte
2. Fabrice Macors
3. Norine Lottin
4. Philippe Wégria

### Opvolgers
1. Charlotte Verlinden
2. Bruno Denis
3. Maryvonne Leroy
4. Alain Parmentier

## Doornik-Aat-Moeskroen

### Effectieven
1. Xavier Pottillius
2. Isabelle Coquerelle
3. Mathieu Delaunoy
4. Antoinette Becq
5. Armand Feraille
6. Nathalie Guyot
7. Philippe Roeland

### Opvolgers
1. Michel Mommerency
2. Naomi Pottillius
3. Thierry Deloof
4. Julie Garon
5. Sergio Ravicini
6. Sylvianne De Craecker
7. Melissa Hetman

## Hoei-Borgworm

### Effectieven
1. Ruddy Warnier
2. Joëlle Montulet
3. Marc Denonville
4. Catherine Stasse

### Opvolgers
1. Céline Mendels Flandre
2. Léo Tubbax
3. Anne-Marie Collignon
4. Alain Jullien

## Luik

### Effectieven
1. Frédéric Gillot
2. Sophie Lecron
3. Robin Bruyère
4. Liliane Picchietti
5. Rafik Rassaa
6. Eva Meeus
7. Mehdi Salhi
8. Paula Hertogen
9. Maxime Yu
10. Joëlle Badillo-Collart
11. Jean-Claude Legrand
12. Françoise Gauthier
13. Léon Saint-Rémy

### Opvolgers
1. Maxime Liradelfo
2. Laura Léon Fanjul
3. David Ambrosio
4. Sille Moens
5. Denis Horman
6. Lise Jamagne
7. Thomas Henrotte
8. Brigitte Legrain
9. Robert Houtain
10. Dominique Vendredi
11. Laura Costi
12. Leila Jaa
13. Johan Vandepaer

## Namen

### Effectieven
1. Jean-François Lenoir
2. Christine Thirion
3. Jean-Pierre Misson
4. Catherine Vanherck
5. Fabienne Raindorf
6. Frans Bouwens
7. Serge Vryghem

### Opvolgers
1. Philippe Harmegnies
2. Hanna F'Touh
3. Jean-Pol Jacoby
4. Claudia Wodon
5. Amina Saïdi
6. Christine Kleeren
7. Gérard de Selys

## Nijvel

### Effectieven
1. Mélissa Cornelis
2. Steve Ertveldt
3. Axel Farkas
4. Pascale Leroy
5. Lutgarde Dumont
6. Serge Skrzypek
7. Marcel Dedobbeleer
8. Irène Heuchamps

### Opvolgers
1. Philippe Spriesterbach
2. Sophie Devillé
3. Dorian Patout
4. Nadine Balza
5. Martin Dogimont
6. Marie-Jeanne Peeraerts
7. Frédéric Adam
8. Beverly De Cuyper

## Thuin

### Effectieven
1. Cédric Lecocq
2. Nathalie Pietquin
3. Freddy Dewillé

### Opvolgers
1. Katrin Davidts
2. Christoffe Alleyn
3. Géraldine Ragon
4. Michel Michaux

## Verviers

### Effectieven
1. Laszlo Schonbrodt
2. Christa Jussen
3. Jean-François Leménager
4. Marie-Christine Wertz
5. Cyril Prick
6. Marie-Claire Simon

### Opvolgers
1. Djamila Zilles
2. Cédric Tournay
3. Catherine Nowak
4. Henri Bartholomeus
5. Christelle Protin
6. José Magnée

## Zinnik

### Effectieven
1. Antoine Hermant
2. Dominique Paepen
3. Freddy Bouchez
4. Martine Rutger

### Opvolgers
1. Jozef Heyvaerts
2. Anne Sommereyns
3. Séphian Samyn
4. Godelieve Lemmens